# Henrique Pacheco Lima
Henrique Pacheco Lima (Londrina, 16 mei 1985) is een Braziliaans voetballer.

## Carrière
Henrique Pacheco Lima speelde tussen 2005 en 2011 voor Londrina, Figueirense, Júbilo Iwata en Cruzeiro. Hij tekende in 2011 bij Santos.